# Alexandra Breschi
Alexandra Breschi, född 29 juli 2002, är en svensk barnskådespelare som medverkade i 2014 års julkalender i Sveriges Television, Piratskattens hemlighet.
Breschi genomgick lågstadiet vid Björngårdsskolan på Södermalm i Stockholm. Under mellan- och högstadiet läste Breschi vid Kulturama grundskola. Från hösten 2018 till våren 2021 läste hon Estetiska programmet med inriktning teater på Stockholms Estetiska Gymnasium.